# Prix littéraire des grandes écoles
Le prix littéraire des grandes écoles est un prix littéraire décerné chaque année par des étudiants pour le premier roman d'un jeune auteur francophone, fondé en 2009 par Aurore Taupin et Julia Bijaoui,  étudiantes de HEC. Le jury est composé d'étudiants de grandes écoles et d'universités.
Les éditions 2015 et 2016 ont été parrainées par David Foenkinos et l'édition 2017 est parrainée par François-Henri Désérable. 

## Liste des lauréats
| Année | Lauréat             | Ouvrage                           | Éditeur          |
| ----- | ------------------- | --------------------------------- | ---------------- |
| 2010  | Fabrice Humbert     | L'Origine de la violence          | Le Passage       |
| 2011  | Clément Caliari     | Retrait de marché                 | Gallimard        |
| 2012  | Laurence Vilaine    | Le silence ne sera qu'un souvenir | Actes Sud        |
| 2013  | Isabelle Stibbe     | Bérénice 34-44                    | Serge Safran     |
| 2014  | Fanny Taillandier   | Les Confessions du monstre        | Flammarion       |
| 2015  | Marie Richeux       | Achille                           | Sabine Wespieser |
| 2016  | Agnès Mathieu-Daudé | Un marin chilien                  | Gallimard        |
| 2017  | Quentin Leclerc     | Saccage                           | L'Ogre           |
| 2018  | Bernard Allays      | Le Goût des ruines                | Le Soupirail     |
| 2019  | Aymen Gharbi        | Magma Tunis                       | Asphalte         |